# بخش ریواداویا
بخش ریواداویا (به اسپانیایی: Partido de Rivadavia) یک منطقهٔ مسکونی در آرژانتین است که در استان بوئنوس آیرس واقع شده‌است. بخش ریواداویا ۳٬۹۴۰ کیلومتر مربع مساحت و ۱۵٬۴۵۲ نفر جمعیت دارد.